# (10007) Malytheatre
(10007) Malytheatre ist ein Asteroid des Hauptgürtels, der am 16. Dezember 1976 von der russischen Astronomin Ljudmila Iwanowna Tschernych an der Außenstelle des Krim-Observatoriums (IAU-Code 095) in Nautschnyj entdeckt wurde.
Der Asteroid wurde am 6. Januar 2007 nach dem 1756 als Peter-Theater gegründeten Maly-Theater (Kleines Theater) benannt, dem ältesten Theater Russlands, das seinen heutigen Namen 1776 zur Unterscheidung vom Bolschoi-Theater (Großes Theater) erhielt. Die Benennung erfolgte aufgrund der 250-Jahr-Feier des Theaters im Jahre 2006.